# Zerkalo duši
Zerkalo duši  (in russo Зеркало души?) è il primo album in studio della cantante russa Alla Pugačëva, pubblicato nel febbraio 1978 dalla Melodija. Inizialmente pubblicato come doppio album, poi venduto anche singolarmente (Zerkalo duši 1 e 2).

## Tracce
Lato A
1. Buben šamana – 6:58 (testo: Leonid Derbenëv – musica: Aleksandr Zatsepin)
2. Verju v tebja – 4:52 (testo: Onegin Hacıqasımov – musica: Aleksandr Zatsepin)
3. Sonet 90 – 3:20 (testo: William Shakespeare; testo russo: Samuil Maršak – musica: Boris Gorbonos)

Lato B
1. Priezžaj – 5:41 (Boris Gorbonos)
2. Ne otrekajutsja ljubja – 4:08 (testo: Veronika Tušnova – musica: Mark Minkov)
3. Pesenka pro menja – 3:33 (testo: Leonid Derbenëv – musica: Aleksandr Zatsepin)
4. Ženščina, kotoraja poët – 4:13 (testo: Kajsyn Kuliev; testo russo: Naum Grebnev – musica: Boris Gorbonos, Leonid Garin)

Lato С
1. Vsë mogut koroli – 3:02 (testo: Leonid Derbenëv – musica: Boris Ryčkov)
2. Kuda uсhodit detstvo – 4:50 (testo: Leonid Derbenëv – musica: Aleksandr Zatsepin)
3. Volšebnik-nedoučka – 3:19 (testo: Leonid Derbenëv – musica: Aleksandr Zatsepin)
4. Polno vokrug mudreсov – 4:31 (testo: Leonid Derbenëv – musica: Aleksandr Zatsepin)

Lato D
1. My ne ljubim drug druga – 3:33 (testo: Leonid Derbenëv – musica: Aleksandr Zatsepin)
2. Esli dolgo mučit'sja – 2:44 (testo: Leonid Derbenëv – musica: Aleksandr Zatsepin)
3. Do svidan'ja leto – 4:34 (testo: Leonid Derbenëv – musica: Aleksandr Zatsepin)
4. Ljubov' odna vinovata – 3:16 (testo: Leonid Derbenëv – musica: Aleksandr Zatsepin)
5. Najdi sebe druga – 2:34 (testo: Leonid Derbenëv – musica: Aleksandr Zatsepin)

## Classifiche

### Classifiche mensili
| Classifica (1978) | Posizione massima |
| ----------------- | ----------------- |
| Unione Sovietica  | 1                 |

### Classifiche di fine anno
| Classifica (1978) | Posizione |
| ----------------- | --------- |
| Unione Sovietica  | 2/4       |
| Classifica (1979) | Posizione |
| Unione Sovietica  | 2/6       |